# Eristena bifurcalis
Eristena bifurcalis là một loài bướm đêm trong họ Crambidae.